# Dryomyia
Dryomyia is een muggengeslacht uit de familie van de galmuggen (Cecidomyiidae).

## Soorten
- D. circinans (Giraud, 1861)
- D. cocciferae (Marchal, 1897)
- D. dubia Tavares, 1916
- D. lichtensteinii (F. Low, 1878)